# أونموسان (جبل)
أونموسان (بالكورية: 운무산) هو جبل يقع في مقاطعة هونغسونغ، ضمن إقليم غانغوون في كوريا الجنوبية. يبلغ ارتفاعه حوالي 980.3 مترًا (ما يعادل 3,216 قدمًا).